# Podișoru
Podișoru – wieś w Rumunii, w okręgu Ardżesz, w gminie Bârla. W 2011 roku liczyła 296 mieszkańców.